# Susanna (Sách Daniel)

Họa phẩm Susanna và Nhị vị Trưởng lão

Susanna (tiếng Do Thái: שׁוֹשַׁנָּה‎/Šōšanna, tiếng Tiberia: Šōšannā, có nghĩa là "hoa loa kèn"), còn được gọi là Susanna và nhị vị Trưởng lão (Susanna and the Elders) là một câu chuyện được kể trong Sách Đa-ni-ên (tại chương 13) và được Giáo hội Công giáo, Chính thống giáo Cổ Đông phương và Chính thống giáo Đông phương công nhận. Đây là một trong những phần bổ sung của Đa-ni-ên được những người theo đạo Tin lành xếp vào nhóm Ngụy thư, với những người theo phái Trùng tẩy phái, Kháng Cách, Giáo hội Luther, Anh giáo và Phong trào Giám lý coi nó là phi kinh điển nhưng hữu ích cho việc gây dựng hệ thống kinh sách. Cổ thư này không có trong sách Tanakh của người Do Thái và không được đề cập trong văn học Do Thái thời kỳ đầu, mặc dù nó dường như là một phần của Bản Bảy Mươi gốc từ thế kỷ thứ 2 trước Công nguyên. Hành vi dâm tiện của nhị vị trưởng bối với cơ thể lõa lồ của bà Susanna khi đang tắm trong vườn đã được các họa sĩ châu Âu chọn làm đề tài khắc họa trong rất nhiều bức tranh sơn dầu trứ danh nhất là trong thời kỳ phục hưng.

## Câu chuyện
Trích sách Tiên tri Ðaniel về câu chuyện này như sau: Một người đàn ông ở Babylon tên là Gioakim cưới bà vợ xinh đẹp tên là Susanna. Nhà Gioakim rất giàu có, ông có một khu vườn gần nhà và nhiều người Do Thái năng lui tới. Trong năm đó cộng đồng có hai vị thẩm phán và cũng năng lui tới nhà ông Gioakim. Bà Susanna có thói quen hay đi bộ trong vườn. Hai vị kỳ lão thấy bà mỗi ngày đi bách bộ trong vườn, thì phải lửa dục mê đắm, muốn rình mò chờ ngày thuận tiện. Một hôm lúc bà Susanna vào vườn và dẫn theo hai cô thiếu nữ, trời nực nên bà muốn tắm trong vườn, bấy giờ ở đó không có ai, ngoài nhị vị trượng thượng đang ẩn núp rình bà. Bà nói với hai cô thiếu nữ mang dầu và thuốc thơm rồi ra ngoài, đóng cửa vườn lại để bà tắm.
Khi hai cô thiếu nữ ra khỏi vườn, nhị vị trưởng lão mò lại gần bà Susanna và buông lời dâm đãng đốn mạt đòi ân ái với bà vì nếu bà không chấp nhận họ sẽ làm chứng nói bà phạm tội với một thanh niên nên bà đã bảo các cô thiếu nữ ra khỏi vườn để dễ bề hành sự. Bà Susanna cự tuyệt và tri hô lên, nên hai vị kỳ lão cũng kêu lên tố cáo bà. Ngày hôm sau, khi dân chúng tụ họp và nhị vị trưởng lão cũng đến để tố cáo bà Susanna. Bà Susanna thì khóc lóc van xin nhưng dân chúng lại tin lời hai ông nói, vì hai ông là bậc kỳ lão trượng thượng trong dân và là thẩm phán, nên họ lên án tử hình cho bà. Khi họ dẫn bà đi xử tử, thì có một đứa trẻ tên là Ðaniel đứng ra giải tội cho bà. Ðaniel yêu cầu thẩm vấn riêng từng vị trưởng lão và hỏi rằng "nếu ông thấy bà Susanna phạm tội, thì hãy nói hai người phạm tội dưới cây gì?". Hai vị trưởng lão trả lời khác nhau, một người thì nói là "Dưới cây chò" (ὑπο σχίνον/hypo schinon), trong khi người kia thì nói là "Dưới cây sồi" (ὑπο πρίνον/hypo prinon). Cuối cùng âm mưu đã bại lộ, dân chúng lên án xử tử hai ông này.